# Hymenopterologie

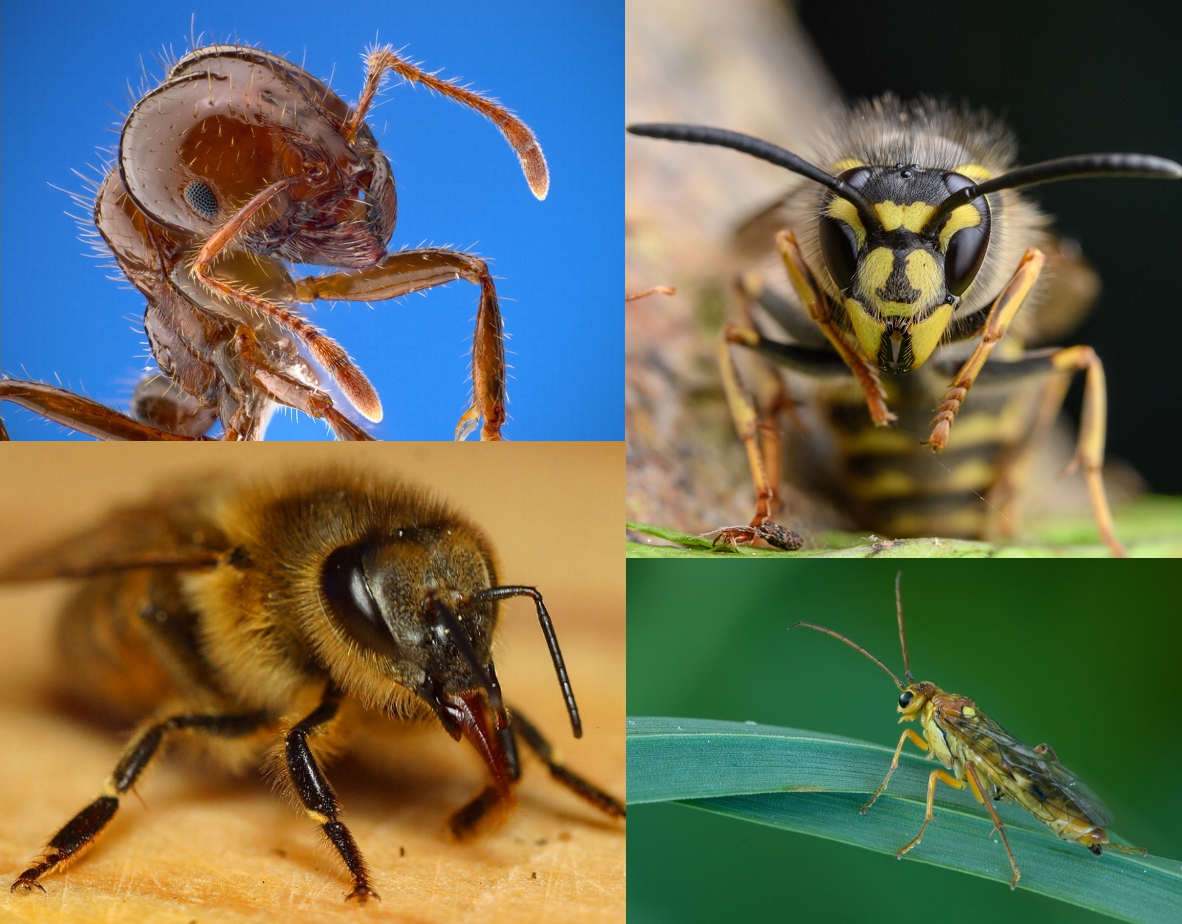
Typičtí zástupci blanokřídlých

Hymenopterologie je odvětví entomologie, vědní obor zaměřený na blanokřídlé.

## Historie československé hymenopterologie
Už od středověku byla běžně psána literatura o chovu včely medonosné. První jinou literaturou na téma blanokřídlých byla ale až v roce 1837 publikace věnující se čmelákům od Wenzela Benno Seidla nazvaná Die in Böhmen vorkommenden Hummelarten. Další práce navázaly na studium blanokřídlých až na přelomu 19. a 20. století, kdy Augustin Kubes zahájil první souvislejší průzkum. Během něho sepsal několik dodnes s výhradami platných seznamů českých včel a dalších blanokřídlých. Tyto práce pak dále doplňoval Oldřich Šustera. V té době začali přibývat i další badatelé. Pravý rozkvět oboru nastal v letech 1930–1960, kdy se žahadlovým blanokřídlým soustavně věnovali Oldřich Šustera, František Gregor, Vilém Zavadil, Vladimír Balthasar, Jiří Niedl, Jan Šnoflák, Leontin Baťa, Karel Deneš, Augustin Hoffer, Jakub Palásek a mnoho dalších. Vznikly tak podstatné součásti moderních českých a slovenských sbírek a stěžejní literatura, například komentované seznamy, tzv. prodromy, a určovací klíče nebo taxonomické práce. Na toto období navázali svojí prací další odborníci, jako Miroslav Kocourek, Jaromír Strejček, Zdeněk Pádr, Josef Šedivý, Bořek Tkalců a Zdeněk Bouček, díky kterým mohl být v roce 1989 vydán první seznam všech blanokřídlých tehdejší Československé socialistické republiky. V následujícím období na přelomu tisíciletí počet českých a slovenských odborných i amatérských entomologů výrazně narostl, čímž se podařilo dále rozvíjet výzkum a rozšířit poznatky. Vyšly tak například dodatky k původnímu seznamu blanokřídlých v ČSSR nebo další dílčí seznamy jednotlivých skupin blanokřídlých.
Výzkum mravenců (myrmekologický výzkum) probíhal zcela odděleně a první československá rozsáhlejší publikace od Štěpána Soudka vznikla v roce 1922. V následujícím období se o další výzkum zasloužili Miloš Záleský, Josef Kratochvil, Jan Sadil nebo Karel Samšiňák a v současnosti například Petr Werner, Michal Wiezik nebo Pavel Bezděčka. Vyšlo tak několik seznamů v letech 1939, 1989, 1996 a 2001.